# Stazione di Castellina in Chianti-Monteriggioni
La stazione di Castellina in Chianti-Monteriggioni è una stazione ferroviaria della Ferrovia Centrale Toscana situata a Castellina Scalo, nel comune di Monteriggioni.
La gestione degli impianti è affidata a Rete Ferroviaria Italiana (RFI) controllata del Gruppo Ferrovie dello Stato.

## Storia
La stazione, in origine denominata semplicemente "Castellina in Chianti", venne attivata il 1º aprile 1887.
Nel 1936 assunse la nuova denominazione di "Castellina in Chianti-Monteriggioni".

## Struttura ed impianti
Il fabbricato viaggiatori è una costruzione moderna, probabilmente quella originale è andata distrutta durante i bombardamenti della seconda guerra mondiale; esso si compone di due livelli ma soltanto il piano terra è aperto al pubblico. Il piano terra è rivestito in mattoni rossi, il primo piano è in muratura, tinteggiato di giallo.
All'interno sono ospiti i servizi per i viaggiatori (biglietteria self-service e sala di attesa) e la sede di un'associazione locale.
Accanto al fabbricato viaggiatori è presente un'altra piccola struttura in mattoni ad un solo piano che ospita i servizi igienici.
La stazione disponeva di uno scalo merci con annesso magazzino: oggi (2011) lo scalo risulta privo di armamento fatta eccezione per il tronchino che serviva il piano caricatore del magazzino merci. L'architettura del magazzino è molto simile a quella delle altre stazioni ferroviarie italiane.
La stazione è telecomandata dal Dirigente Centrale Operativo di Siena.
Il piazzale è composto da tre binari. Nel dettaglio:
- Binari 1 e 3: binari su tracciato deviato; vengono usati per gli eventuali incroci fra i treni.
- Binario 2: è il binario di corsa della stazione.

Tutti i binari sono dotati di banchina (una lunga 365 m, l'altra 335 m), collegate fra loro da un sottopassaggio.

## Servizi
La stazione offre i seguenti servizi:
- Biglietteria self-service (solo biglietti regionali) attiva 24/24 h[4].
- Parcheggio di interscambio auto[4]
- Sottopassaggio
- Servizi igienici
- Fermata autolinee[4] Siena Mobilità
- Sala di attesa
- Stazione accessibile ai disabili

## Movimento
Il servizio passeggeri è svolto in esclusiva da Trenitalia (controllata del gruppo Ferrovie dello Stato) per conto della Regione Toscana.
I treni che effettuano servizio in questa stazione sono di tipo Regionale.
In totale sono trentasette i treni che tra feriali e festivi effettuano servizio in questa stazione. Le principali destinazioni sono: Empoli e Siena.

## Interscambio
La stazione è provvista di un parcheggio di interscambio.
Per quanto riguarda il trasporto pubblico, nel piazzale antistante il fabbricato viaggiatori è presente una fermata autobus, tuttavia la fermata principale degli autobus del paese di Castellina Scalo è situata sulla via Cassia Nord, in corrispondenza di Piazza Cristo Re, dove è possibile salire sugli autobus, in realtà non molto frequenti e spesso esistenti soltanto nei giorni scolastici, per Monteriggioni, Castellina in Chianti, Siena, Staggia Senese, Colle di Val d'Elsa e Poggibonsi. Il gestore del servizio è Siena Mobilità.